# خوزه بورتووی
خوزه بورتووی (انگلیسی: José Burtovoy؛ زادهٔ ۶ نوامبر ۱۹۷۶) بازیکن فوتبال اهل آرژانتین است.
از باشگاه‌هایی که در آن بازی کرده‌است می‌توان به باشگاه فوتبال سانتا فه، باشگاه لئون، و باشگاه فوتبال آرسنال ساراندی اشاره کرد.